# Eastern Highlands (Ostafrika)
Die Eastern Highlands sind ein Gebirgszug im Osten des afrikanischen Staates Simbabwe und bilden dessen Grenze zu Mosambik.

## Geografie
Die Eastern Highlands bestehen aus drei Berggruppen: Nyanga mit seinem Nationalpark (im Norden, mit dem höchsten Berg Simbabwes, dem Mount Nyangani, 2592 m, und dem zweithöchsten Wasserfall Afrikas, den Mutarazi-Fällen und den Pungwe-Fällen) sowie dem nach Mosambik führenden Honde Valley, Bvumba (in der Mitte, mit der Stadt Mutare) und dem Nationalparkgebiet Chimanimani (im Süden). Das Gebiet ist dünn besiedelt, mit Gras bewachsen oder Wald bestanden. 

## Hydrologie
Die Höhenlagen bieten ein kühleres und feuchteres Klima als andere Gegenden Afrikas. Der Gebirgszug dient als Wasserscheide der Flüsse Save und Pungwe direkt zum Indischen Ozean und den Sambesi über den Gairezi.

## Ökologie
Größere Gebiete entsprechen dem Typ der ostafrikanischen Waldsavanne Miombo mit den charakteristischen Brachystegia. Als Vertreter der reichhaltigen Fauna seien genannt Diadem- und Weißkehlmeerkatze sowie aus der Vogelwelt Glanzhaubenturako und Kronenadler neben einer Vielzahl von Skinks, Geckos, Eidechsen, Fröschen, Kröten und Schlangen.